# Tagesbefehl
Der Tagesbefehl ist ein Befehl beim Militär, der sich auf innere dienstliche Angelegenheiten bezieht. Es handelt sich somit um keinen taktischen Befehl. Der Tagesbefehl dient bei besonderen Anlässen auch zum Aufruf, etwa ehrenvolle Nennungen verdienstvoller Soldaten. In der Regel werden die Tagesbefehle im Rahmen einer Lagebesprechung ausgegeben.